# مگس‌های گواژه
مگس‌های گَواژه (نام علمی: Ironomyiidae) نام یک تیره از فروراسته مگس‌خانگی‌ریختان است.
گواژه واژه‌ای فارسی و به معنی طعنه است.